# Peifeng
Peifeng (kinesiska: 培丰)  är en köping i sydöstra Kina. Den ligger i stadsdistriktet Yongding i staden Longyan i provinsen Fujian, omkring 270 kilometer sydväst om provinshuvudstaden Fuzhou. Antalet invånare är 33 762. Befolkningen består av 15 791 kvinnor och 17 971 män. Barn under 15 år utgör 16,0 %, vuxna 15-64 år 75 %, och äldre över 65 år 8,0 %.